# 墨海書館
墨海書館（ぼっかいしょかん）は清代の上海で設立された出版社。
イギリスのロンドン伝道会の宣教師ウォルター・ヘンリー・メドハースト（麦都思）・ウィリアム・チャールズ・ミルン（美魏茶）、ウィリアム・ミュアーヘッド（慕維廉）、ジョセフ・エドキンス（艾約瑟）らが1843年（道光23年）に創設した上海で最も早くに成立した近代出版社である。牛を動力とする印刷機を備えていたが、これは電力がなかった当時では最新の機器であった。
墨海書館には王韜や李善蘭といった洋学に通じた知識人を育て、エドキンス、アレクサンダー・ワイリー（偉烈亜力）との協力により西洋の政治・科学・宗教の書籍を翻訳出版した。
1863年（同治2年）に閉鎖された。

## 出版書籍
- 『中国内地一瞥』ウォルター・ヘンリー・メドハースト（麦都思）編、1845年。
- 『博物新編』ベンジャミン・ホブソン（合信）編、1855年。
- 『全体新論』ベンジャミン・ホブソン（合信）、陳修堂編、1855年。
- 『使徒保羅達羅馬人書（ローマの信徒への手紙）』ウォルター・ヘンリー・メドハースト（麦都思）・王韜訳、1857年。
- 『使徒保羅達哥林多人前書（コリントの信徒への手紙一）』ウォルター・ヘンリー・メドハースト（麦都思）・王韜訳、1858年。
- 『植物学』ジョン・リンドレー著、アレキサンダー・ウィリアムソン（韋廉臣）・ジョセフ・エドキンス（艾約瑟）・李善蘭訳、1858年。
- 『代微積拾級』エリアス・ルーミス著、アレクサンダー・ワイリー（偉烈亜力）・李善蘭訳、1859年。
- 『代数学』オーガスタス・ド・モルガン著、アレクサンダー・ワイリー（偉烈亜力）・李善蘭訳、1859年。
- 『大美聯邦志略』イライジャ・コールマン・ブリッジマン（裨治文）編、1851年。
- 『新約全書』ウォルター・ヘンリー・メドハースト（麦都思）・王韜訳、1861年。

## 出版雑誌
- 『六合叢談』1857年創刊。